# Dresch
Pour les articles homonymes, voir Dresch (homonymie) et Everest (homonymie).
 (avril 2023).

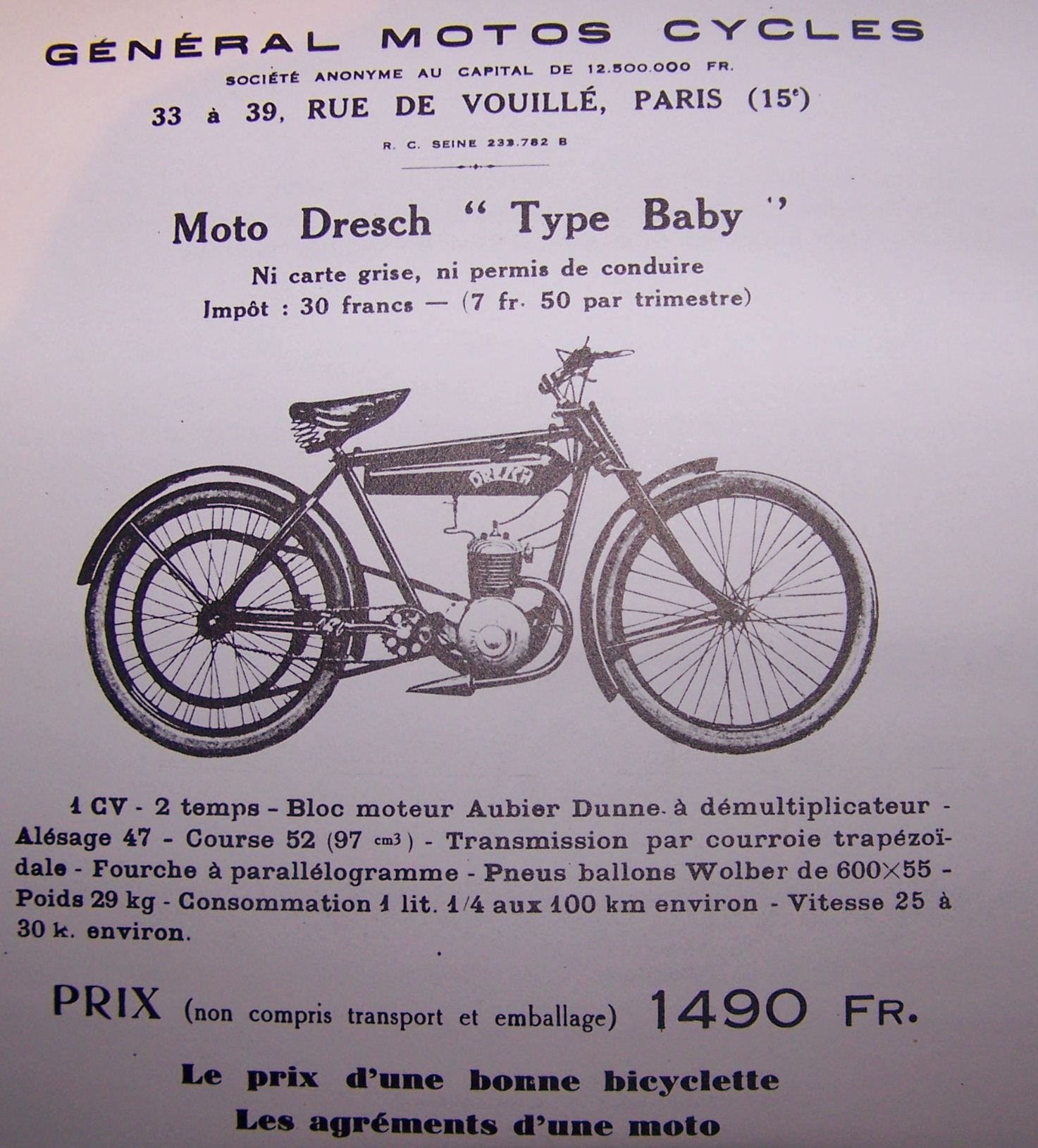
Type Baby

Dresch  est un constructeur de motocyclettes français en activité de 1923 à 1939, à Paris, rue de Vouillé, fondé par Henri Dresch, en regroupant les marques Le Grimpeur et DFR.

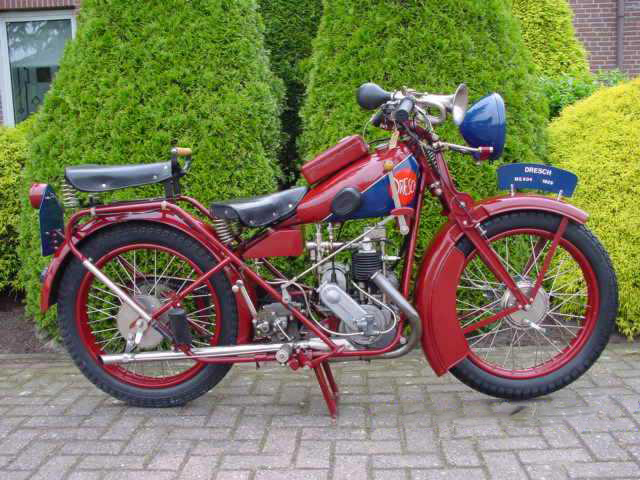
250 MS 604

## Historique de la marque
La gamme comprendra principalement :
- une 100 cm3 à moteur 2-temps Aubier et Dunne, magnéto en bout de vilebrequin, transmission à courroie, et dont le cadre en tubes ovoïdes servait dans sa partie supérieure, de réservoir, et dans sa partie inférieure, de tube d'échappement (1928).
- la PS 175 cm3 2-temps ,vilebrequin en porte-à-faux et magnéto MEA en bout de vilebrequin, moteur de conception  Bechir-Colin fabriqué entiièrement par Dresch, transmission chaîne/courroie, équipée d'une boîte à 2 vitesses, avec frein sur la poulie arrière actionné par une pédale au talon à gauche et/ou par une poignée au guidon(1928 à 1930)
- Le type Baby, une 100 cm3 2-temps à courroie, avec moteur Aubier et Dunne, allumage par volant magnétique, avec partie cycle conventionnelle (1932 à 1934)
- la 250 MS 604, cheval de bataille de la firme. Lancée en 1928, cette moto produite en série est équipée d'un moteur semi-culbuté 64 x 77 fabriqué sous licence MAG, copie du moteur 1 C 10 CN. Associé à une boîte à 3 vitesses Dresch, transmission chaîne-chaîne, cadre double berceau, fourche en acier matricé caractéristique de la marque, freins à tambour Alpha à 3 segments , Henri Dresch annoncera en octobre 1929 12 000 machines vendues la saison écoulée grâce à la publicité largement utilisée, un prix agressif et une vente à crédit au même prix qu'au comptant. Les couleurs rouge et bleue étaient celles du drapeau français (1928 à 1936).
- la 350 MS 30 est lancée en 1929. Extrapolée de la MS 604, elle s'en différencie par un alésage/course propre à Dresch, 69 x 92, alors que le moteur 350 cm3 MAG 1 C 14 K utilise 72 x 85, un tableau de bord  et un guidon à lames souples Gazda optionnels. Elle peut être équipée d'un side-car.

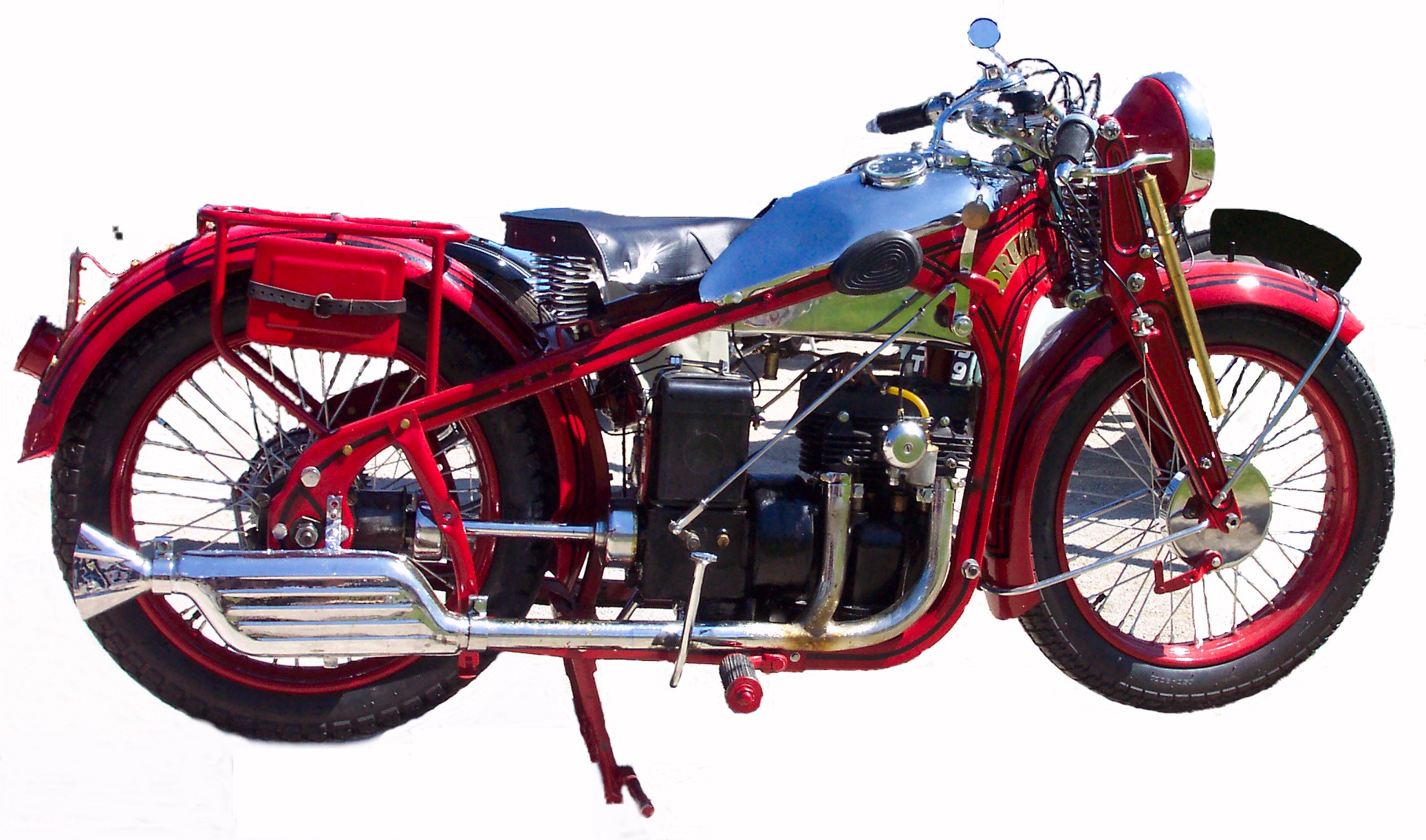
500 Monobloc latérale restaurée

- la 500 cm3 Monobloc, lancée en avril 1930, est conçue par Pierre de Font-Réaulx, créateur de la marque DFR. Le moteur est un bicylindre en ligne parallèle à la route calé à 360 degrés, à soupapes latérales reprenant les cotes de la MS 604, 64 x 77. L'embrayage et la boîte de vitesses sont montés en bout de l'arbre à cames, entraînant un couple conique via un arbre équipé d'un accouplement élastique côté boîte et un accouplement rigide côté renvoi d'angle. Il n'y a pas de cardan, contrairement à ce que Dresch écrira dans ses publicités. L'allumage est par magnéto, et une dynamo est entraînée par une courroie trapézoïdale actionnée par une poulie montée sur l'entraînement de la magnéto. La lubrification est assurée par une pompe à huile de type automobile. Le cadre est réalisé en tôle emboutie, et le freinage est assuré à l'avant par un frein à tambour, et à l'arrière par un frein à mâchoires extérieures agissant sur l'arbre de transmission côté boîte de vitesses, copie de la réalisation de BMW sur les R39, R42 et R47 qui sera rapidement déplacé sur la roue arrière côté opposé au renvoi d'angle. Elle est équipée en série d'un guidon à lames souples Gazda. Le capot métallique au-dessus du réservoir reçoit en option l'ampèremètre, le compteur et une montre Jaeger 8 jours dont le cadran est siglé Dresch.

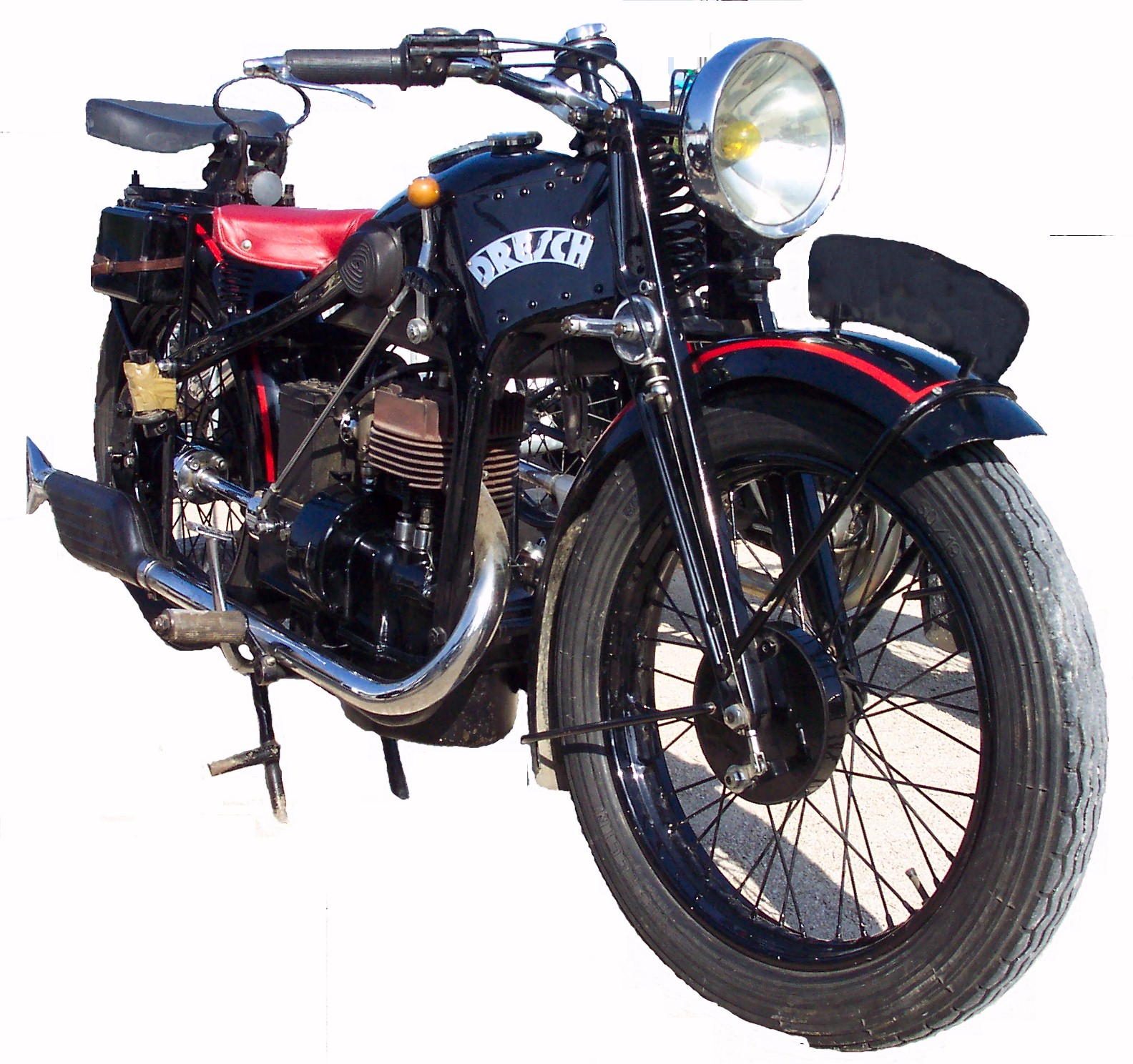
350 National

- les 250 et 350 National sont lancées en octobre 1930. Extrapolées de la 500 Monobloc dont elles reprennent la partie cycle et la transmission, elles sont équipées d'un moteur monocylindre à soupapes latérales (64 x 77 pour la 250 et 76 x 77 pour la 350).
- la 500 Supersport SS 32, lancée en 1932. Tirée de la  Monobloc, elle s'en distingue par le moteur équipé de soupapes en tête. Elle sera vendue sous la marque D.F.R-MACAM.
- les 250 et 350 type L. Lancées en 1935, ce sont des modèles à vocation économique constitués par l'assemblage de la partie cycle remaniée de la MS 604 avec les moteurs 250 et 350 cm3 à transmission par arbre.

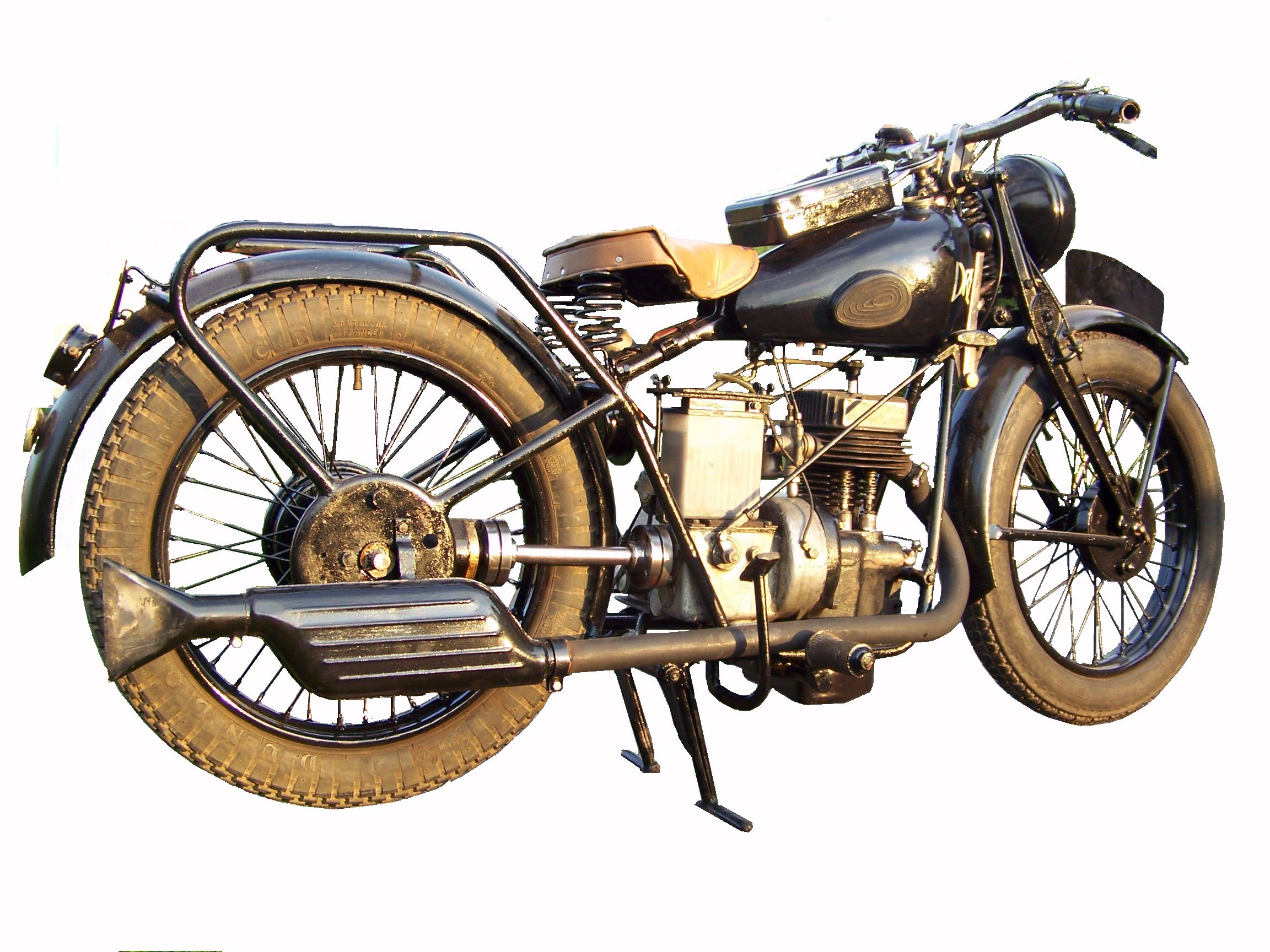
350 36 L

La société initiale, Dresch et Cie, subira plusieurs changements de structure pendant ces années difficiles, devenant successivement : 
- Général Motos Cycles en 1929
- Dresch-Macam
- DFR-Macam en 1932
- Dresch Motor Etampes 7 rue Brabant: 10.02.1937  - 03.06.1942
- Dresch Motor Etampes + Chamarande 03.06.1942- 15.01.1948

En 1948, Henri Dresch présentera au salon une 350 monocylindre 2-temps à transmission par arbre, mais les précommandes furent insuffisantes, entraînant la disparition de la marque.
Les pièces détachées  pour l'entretien des machines à transmission par arbre étaient encore disponibles en 1950, et un tarif était périodiquement actualisé.

## Marque Everest

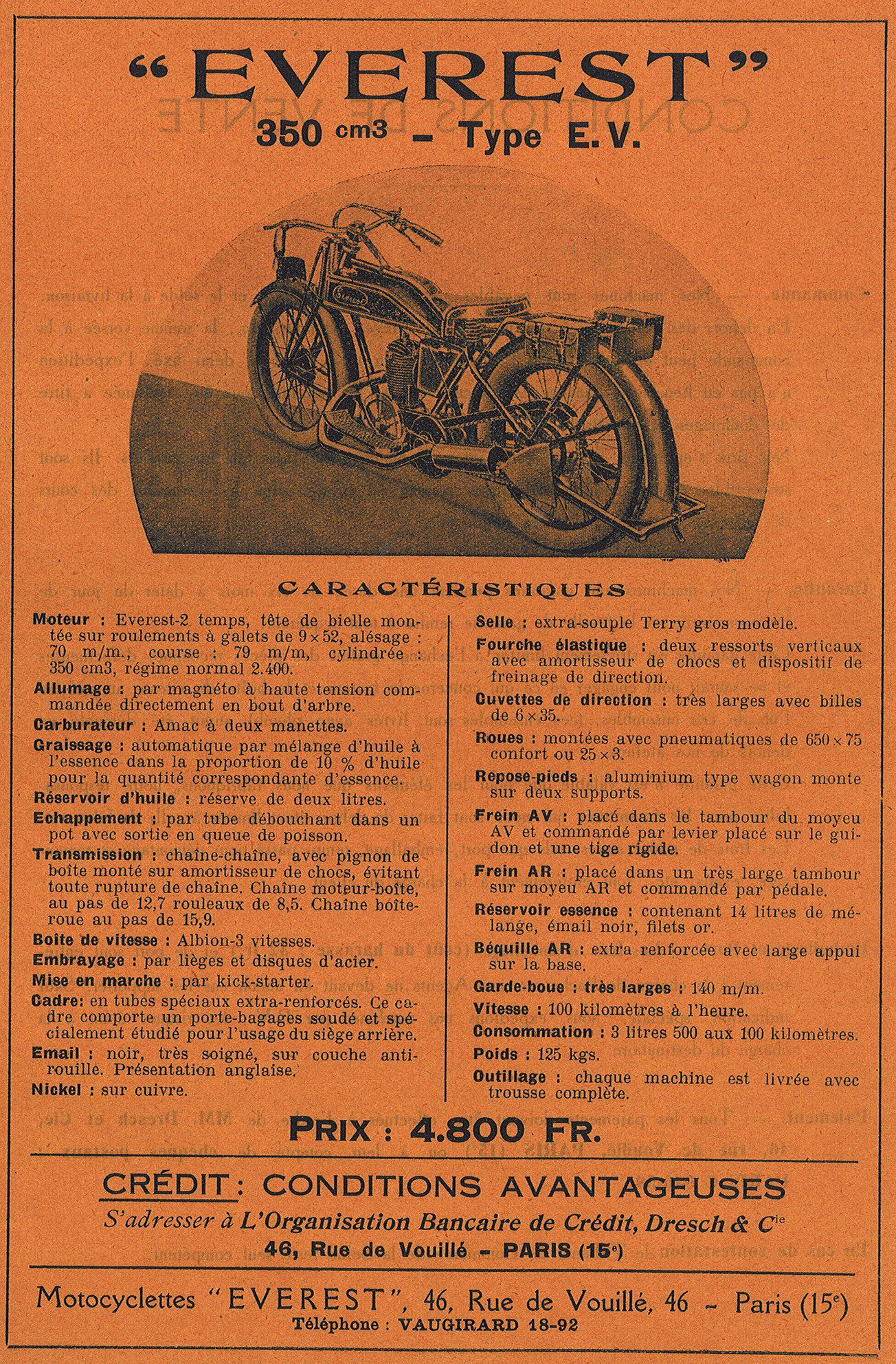
Publicité originale Everest 350 cm3 type EV.

Dresch a déposé la marque Everest le 9 juin 1926. 
Seront commercialisées sous cette appellation :
- la PS 175, 2 temps, deux vitesses  chaîne/courroie, également vendue sous les marques Dresch, DFR et Le Grimpeur ;
- la 350 EV, moteur monocylindre deux temps, trois vitesses chaîne/chaîne dont la boîte de vitesses était celle de la Dresch 250 MS 604.

Leur diffusion semble avoir été confidentielle.